# Réal
Réal é uma comuna francesa na região administrativa da Occitânia, no departamento dos Pirenéus Orientais. Estende-se por uma área de 10.45 km², com 64 habitantes, segundo o censo de 2018, com uma densidade de 6.1 hab/km².